# Colombie aux Jeux olympiques d'été de 1932
Vous lisez un « bon article » labellisé en 2013.
La Colombie participe aux Jeux olympiques d'été de 1932 qui se déroulent du 30 juillet au 14 août 1932 à Los Angeles aux États-Unis. Il s'agit de sa première participation à des Jeux d'été. La délégation colombienne est représentée par un seul athlète en marathon, Jorge Perry, qui est le porte-drapeau du pays lors des cérémonies d'ouverture et de clôture de ces Jeux qui ont lieu au sein du Los Angeles Memorial Coliseum.
La Colombie fait partie des pays qui ne remportent pas de médaille au cours de cet évènement sportif dont le format est revu, passant à une durée moindre de seize jours. Le seul athlète engagé, Jorge Perry, ne se classe pas dans les dix premiers de sa discipline, abandonnant sur l'épreuve du marathon au dixième kilomètre. Il repart cependant avec la médaille du mérite olympique que lui décerne le comité international olympique.
À la suite de cette première participation aux Jeux olympiques, le comité olympique colombien (COC) est créé le 3 juillet 1936, ce qui permet à six athlètes de concourir lors des Jeux olympiques d'été de 1936 à Berlin.

## Premiers Jeux olympiques d'été

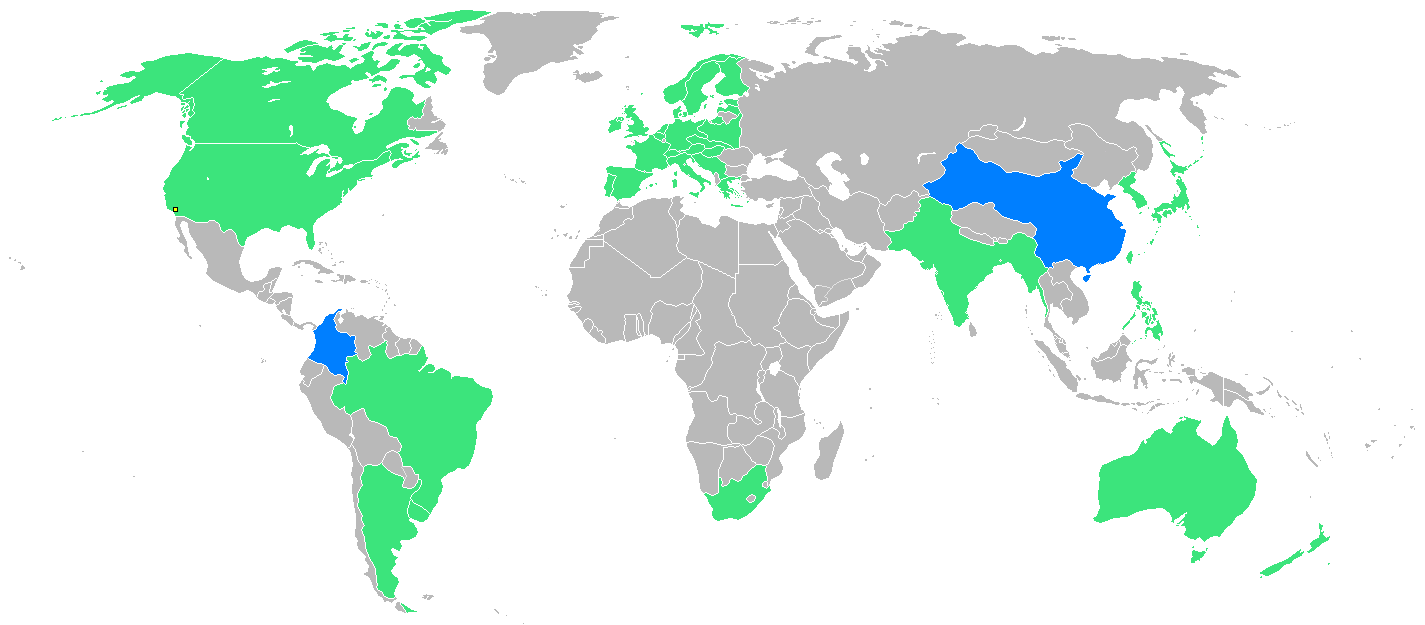
Pays participants en 1932.
Pays participant pour la première fois.
Pays ayant déjà participé.

La première édition des Jeux olympiques de l'ère moderne, qui voit s'affronter quatorze pays, a lieu à Athènes, en 1896. Parmi les pays d'Amérique latine, Cuba est la première nation à aller aux Jeux olympiques lors de l'édition qui a lieu à Paris (France) en 1900 et à gagner une médaille d'or en 1904 à Saint-Louis (États-Unis). La Colombie, quant à elle, participe pour la première fois aux Olympiades lors des Jeux olympiques d'été de 1932 à Los Angeles où elle aligne un seul athlète, Jorge Perry, alors qu'il n'existe pas encore de comité national olympique colombien. En effet, ce dernier n'est créé qu'en 1936 alors que le gouvernement d'Alfonso López Pumarejo est en place. C'est également la première participation pour la Chine dont la délégation est composée d'un seul athlète, Liu Changchun, et de quatre officiels.

## Contexte
La Colombie intègre les Jeux olympiques alors que le contexte économique mondial est tendu. En effet, les Jeux d'été de 1932 sont organisés lors de la Grande Dépression, une crise économique qui part des États-Unis à la suite du krach de 1929 et qui touche peu à peu les autres continents. De plus, ces olympiades se déroulent à Los Angeles qui est une ville relativement difficile d'accès et les modes de transports ne permettent pas encore à tous les athlètes de rejoindre une destination aussi éloignée. Tous ces éléments font que la participation aux Jeux est la plus basse depuis 1904. Ainsi, 1 332 athlètes de 37 nations y prennent part contre 2 883 athlètes de 46 nations lors de l'édition précédente à Amsterdam en 1928.
La Colombie est également dans une période de grave crise économique et sociale. En effet, dès 1928, les investissements étrangers se sont arrêtés en raison de mesures restrictives prises par les États-Unis pour enrayer la spéculation. Avec la crise de 1929, les cours du café se sont effondrés, ainsi que ceux du pétrole et des bananes, des exportations vitales pour la Colombie. Les réserves de la banque centrale s'épuisent et le pays peine à rembourser la dette accumulée lors des années précédentes. Un contrôle des changes s'avère nécessaire, ainsi que l'abandon de l'étalon-or dès 1931. Le peso est également dévalué plusieurs fois.
Au niveau sportif, en 1932, le pays n'a pas de comité national olympique rattaché au comité international olympique (CIO). Jorge Perry, qui souhaite courir le marathon lors des Jeux, doit donc solliciter directement le CIO.

## Préparation et arrivée au village olympique
Avec le soutien du comité international olympique qui lui donne les fonds nécessaires pour pouvoir partir à Los Angeles quatre mois avant le début des Jeux, Jorge Perry se prépare pour l'épreuve du marathon, accompagné d'un entraîneur américain.
Pour la première fois dans l'histoire des Jeux olympiques de l'ère moderne, les athlètes masculins sont logés dans un seul village olympique construit dans le quartier de Baldwin Hills à Los Angeles, tandis que les femmes sont hébergées au Chapman Park Hotel, également situé à Los Angeles. Bien que l'ouverture officielle du village olympique soit fixée au 1er juillet 1932, plusieurs sportifs de différentes délégations s'y installent en avance. C'est le cas quelques membres de la délégation indienne qui arrivent à Los Angeles le 11 juin. Les délégations argentine et australienne déposent respectivement leurs valises dans le village olympique les 16 et 21 juin. Quant à l'athlète colombien, il y arrive le 27 juin.

## Cérémonies d'ouverture et de clôture

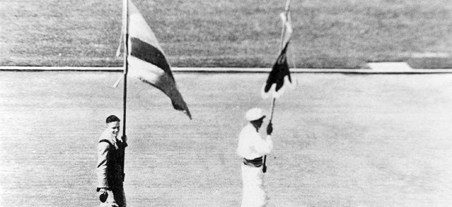
Délégation colombienne aux JO d'été de 1932 à Los Angeles.

Plus de cent mille personnes assistent à la cérémonie d'ouverture des Jeux de Los Angeles le 30 juillet 1932 dans le stade olympique, le Los Angeles Memorial Coliseum. Sur les 37 nations participantes, la Colombie fait partie avec l'Argentine, le Brésil et l'Uruguay des quatre pays d'Amérique du Sud prenant part à ces Jeux. Comme cela est de coutume, la Grèce, berceau des Jeux olympiques et qui accueillit les premiers Jeux de l'ère moderne en 1896, ouvre le défilé des nations. Les États-Unis, qui sont le pays hôte, ferment la marche, les autres nations défilant par ordre alphabétique selon le nom des pays en anglais. La Colombie est ainsi la 9e des 37 délégations, après la République de Chine et avant la Tchécoslovaquie à entrer dans le stade olympique. Par ailleurs, les relations franco-allemandes étant toujours tendues à la suite de la Première Guerre mondiale, les organisateurs des Jeux décident d'intercaler la délégation britannique entre celles de la France et de l'Allemagne lors de la cérémonie d'ouverture afin d'éviter tout incident. Le porte-drapeau de la Colombie est le marathonien Jorge Perry qui n'est accompagné d'aucun officiel. Selon le journal quotidien américain Los Angeles Times, « les équipes composées d'une personne de la Chine et de la Colombie ont reçu de nombreux applaudissements ».
Les Jeux de Los Angeles prennent fin à l'issue d'une compétition sportive qui aura duré 16 jours contre au moins 79 jours pour les éditions passées. Le 14 août 1932, lors de la cérémonie de clôture qui se déroule également dans le stade olympique, les nations participantes défilent de la même façon que durant la cérémonie d'ouverture. Jorge Perry porte donc de nouveau le drapeau de la Colombie.

## Marathon
La Colombie aligne son seul représentant à ces Jeux olympiques lors de l'épreuve du marathon. Il s'agit de l'athlète Jorge Perry qui a pu partir à Los Angeles quatre mois avant le début des Jeux pour se préparer, accompagné d'un entraîneur américain, grâce au soutien financier du comité international olympique.

### Qualification
Après avoir sollicité directement le comité international olympique pour participer aux Jeux olympiques à Los Angeles, Jorge Perry est admis à y prendre part alors qu'il n'existe pas encore de comité national olympique pour la Colombie.
Deux jours avant l'épreuve du marathon, tous les athlètes y participant doivent passer des examens complets à l'hôpital du village olympique afin que puissent être évaluées leurs aptitudes physiques.

### Résultats
Le marathon a lieu le 7 août 1932. Cette épreuve ainsi que celle du 50 kilomètres marche ne se déroulent pas en intégralité dans le stade olympique, contrairement aux autres épreuves d'athlétisme. Ainsi, le marathon débute et se termine dans le stade. Après avoir commencé par environ deux tours de piste dans l'enceinte, les athlètes en sortent. Le reste de l'épreuve se déroule principalement dans des quartiers peuplés de la ville où environ 500 000 spectateurs suivent la course. À leur retour au stade, les sportifs passent par un tunnel et courent encore 300 mètres jusqu'à la ligne d'arrivée.
Après 10 kilomètres, Jorge Perry se retire de la course, étant complètement épuisé et s'étant même évanoui. Selon lui, son malaise est dû à une intoxication alimentaire. Cette épreuve est finalement remportée par l'Argentin Juan Carlos Zabala en 2 h 31 min 36 s, suivi du Britannique Samuel Ferris en 2 h 31 min 55 s et du Finlandais Armas Toivonen en 2 h 32 min 12 s,. Outre Jorge Perry, sur les 29 athlètes ayant commencé la course, huit autres ne la finissent pas.
Hommes
| Athlète     | Épreuve  | Temps | Rang |
| ----------- | -------- | ----- | ---- |
| Jorge Perry | Marathon | -     | DNF  |

## Bilan
Pour leur première participation aux Jeux olympiques d'été, les délégations colombiennes et chinoises ne remportent aucune médaille olympique. Cependant, malgré l'abandon de Jorge Perry lors de l'épreuve du marathon, la Colombie repart avec une récompense, le CIO décernant à l'athlète la médaille du mérite olympique,. Le marathonien reçoit également le surnom de « Commodore Perry » pour sa persévérance.
À la suite de la participation de Perry à ces Jeux, Alberto Nariño Cheyne décide de créer le comité olympique colombien (COC) le 3 juillet 1936, la Colombie intégrant ainsi le sport au niveau mondial. Une fois cette décision prise, une délégation composée de six athlètes et de sept accompagnateurs est envoyée à Berlin pour représenter la Colombie lors des Jeux olympiques d'été de 1936. Les Jeux bolivariens sont également créés et la première édition de cet évènement sportif se déroule à Bogota du 6 au 22 août 1938.

### Ouvrage utilisé
(en) Official report : Xth olympiad : Los Angeles 1932, Los Angeles, XTH Olympiad Committee of the Games of los Angeles, 1933, 840 p. (lire en ligne)
1. ↑  p. 264
2. ↑  p. 302
3. ↑  p. 297
4. ↑  p. 113
5. ↑  p. 347
6. ↑  p. 35
7. ↑  p. 388-389
8. ↑  p. 380
9. ↑  p. 771
10. ↑  p. 773
11. ↑  p. 199
12. ↑  p. 392
13. 1 2  p. 393
14. ↑  p. 157
15. ↑  p. 150
16. ↑  p. 400
17. ↑  p. 409-415
18. ↑  p. 445

### Autres références
1. ↑  « Athènes 1896 », Comité international olympique (consulté le 8 janvier 2013).
2. 1 2 3 4 5 6  (es) José Eduardo Rueda Enciso, « Citius, Altius, Fortius. Colombia Olímpica : hazañas y desengaños en la historia deportiva del país », Credencial Historia, no 127,‎ juillet 2000 (lire en ligne).
3. 1 2 3 4 5  (es) « Historia del Comite Olímpico Colombiano », Comité olympique colombien (consulté le 15 janvier 2013)
4. ↑  (en) « China », Sports Reference LLC (consulté le 24 janvier 2013).
5. 1 2 3  (en) Guoqi Xu, Olympic Dreams : China and Sports, 1895-2008, Cambridge (Mass.), Harvard University Press, 2008, 391 p. (ISBN 978-0-674-02840-1, lire en ligne), p. 42.
6. 1 2 3 4 5 6  « Los Angeles 1932 », Comité international olympique (consulté le 24 janvier 2013).
7. ↑  Jean Ruhlmann, Histoire de l'Europe au XXe siècle : De 1918 à 1945 : de la fin de la Grande Guerre à l'écroulement du nazisme, vol. 2, Éditions Complexe, 1995, 252 p. (ISBN 978-2-87027-551-1, lire en ligne), p. 118-119.
8. ↑  Musée et Centre d'Études Olympiques, « Les Jeux olympiques modernes » [PDF], Lausanne, 2002 (consulté le 30 janvier 2013).
9. ↑  « Amsterdam 1928 », Comité international olympique (consulté le 24 janvier 2013).
10. 1 2  Jean-Pierre Minaudier, Histoire de la Colombie de la conquête à nos jours, Paris, L'Harmattan, coll. « Horizons Amériques latines », 1997, 363 p. (ISBN 978-2-7384-4334-2, lire en ligne), p. 229.
11. ↑  (es) Guillermo Torres García, « Historia de la moneda en Colombia — Capítulo XIV. La crisis (1929 - 1934) », Bogotá, Bibliothèque Luis Ángel Arango, 1945 (consulté le 27 janvier 2013).
12. 1 2  (es) « Perry Villate, primer atleta olímpico colombiano », El Espectador,‎ 19 juillet 2008 (lire en ligne).
13. 1 2 3 4  (es) Fernando Araujo Vélez, « Ficha bibliográfica : Jorge Perry », Bibliothèque Luis Ángel Arango (consulté le 17 janvier 2013).
14. ↑  (en) Conseil de l'Europe, Parliamentaary assembly : thirty-second ordinary session : Documents 4581-4592, vol. V, Strasbourg, Conseil de l'Europe, 1980, 50 p., p. 23.
15. ↑  (en) George H. Beale, « These one-man teams take Olympic Games seriously », The Milwaukee Journal,‎ 12 juillet 1932 (lire en ligne).
16. ↑  (en) « Athletics at the 1932 Los Angeles Summer Games : Men's Marathon », Sports Reference LLC (consulté le 16 janvier 2013).
17. ↑  (es) Ricardo Ávila Palacios, « Historia escrita a zancadas », El Espectador,‎ 3 septembre 2011 (lire en ligne).
18. 1 2  (es) « El llanero solitario : Jorge Perry Villate fue el primer colombiano en participar en unos Juegos Olímpicos. », Semana,‎ 14 juillet 2012 (lire en ligne).
19. ↑  (en) « Résultats des épreuves d'athlétisme des Jeux olympiques de 1932 », sur trackfield.brinkster.net (consulté le 16 janvier 2013).
20. ↑  (en) « Los Angeles 1932 - Medal Table », ESPN, 22 mars 2012 (consulté le 15 janvier 2013).
21. ↑  (es) « London 2012 » [PDF], El Espectador, 23 juillet 2012 (consulté le 25 janvier 2013).
22. ↑  (es) Jorge Alberto Moreno Gómez, « 470 años de Bogotá : una mirada cinematográfica al estadio El Campín, en sus 70 años (primer tiempo) », Fundación Patrimonio Fílmico Colombiano (consulté le 24 janvier 2013).